# Чанак'я
Чанак'я (санскр. चाणक्य, Cāṇakya, нар.бл. 340—275 до н. е.) відомий також під іменами Каутілья, Вішнугупта і Ватсьяна — індійський брахман, який відіграв провідну роль у зведенні Чандрагупти на престол царства Магадха і в знищенні влади колишньої династії — Нанда.
Брахман вирізнявся своєю хитрістю і тонким політичним розумом, і порівнюється істориками Індії з Макіавеллі. Перу Чанак'ї приписують трактат про політику і моральність, який відомий під назвою «Чанак'я-сутра», а також трактат «Чанак'я-раджанітішастра». Вважається, що з-під його пера вийшов трактат «Артхашастра» (у перекладі з санскриту — «Наука про користь»), що був створений протягом IV століття до нашої ери і вважається першою у світі книгою, в якій були сформульовані основні принципи діяльності спецслужб.
Чанак'я є головною дійовою особою у відомій драмі Вішакхадатти — «Мудраракшаса».

## Дитинство, освіта
Деталі життя Чанак'я відомі здебільшого з легенд, які різняться між собою у представників різних релігійних течій.
Батько Чанак'ї ріші Санак, будучи сам учителем, знав про важливість освіти. У дуже ранньому віці малий Чанак'я почав вивчати Веди, які запам'ятав в повному об'ємі. Вже з дитинства був проникливим і цікавився політикою. В той час Таксіла була одним зі світових центрів освіти, яка існувала за підтримки царів та можновладців. Університетські викладачі, які навчали синів правителів, були обізнані і викладали свої предмети з використанням набутих ними практичних знань. Студентами ставали із 16 років і навчались більше восьми років. В університеті вивчали юриспруденцію, медицину, військову справу, філософію, граматику різних мов, математику, економіку, астрологію та ін. науки.
Крім того, навчали 18 мистецтвам, серед яких знання чотирьох Вед, стрільба з лука, полювання, слонознавство. Цей видатний навчальний заклад став місцем, де і здобув освіту Чанак'я, студіюючи основи політики. Відомий як майстерний політичний стратег, він знав, як заслати представника свого народу у протилежний табір і шпигувати за противником без його відома, перш ніж знищити його назавжди. Вивчивши основи політики та релігії, він звернув свою увагу на економіку, яка залишилась його захопленням на все життя. «Нітішастра», трактат про ідеальний образ життя показує його глибокий інтерес у вивченні індійського суспільства.

## Діяльність в Таксіла
По закінченню навчання Чанак'я став навчати учнів у Таксілі, тогочасному індійському центрі знання. Це робило його, на перший погляд, далеким від подій в країні, але насправді він був здатним впливати на діяльність уряду. Учні вважали його ідеальним учителем, який міг надихнути своїм прикладом і дати знання. Вони також були готові захистити вчителя щохвилини. Двоє із них стали особистими шпигунами і збирали інформацію про ворогів. Таким чином Чанак'ї стало відомо про можливість іноземного вторгнення. Александр Македонський готував свої війська, щоб напасти на розрізнені та ослаблені частини Індії. Правитель Паталіпутри більше дбав про власні інтереси, ніж про інтереси країни. Тому Чанак'я залишає Таксілу і перебирається до столиці.
|  | «Тепер настав час покинути університет. Безславні правителі країни повинні бути вигнані з тим, зміцнити країну політично і економічно. Мій борг, насамперед, в тому, щоб врятувати країну від іноземних загарбників». |

## Діяльність в Паліпутрі

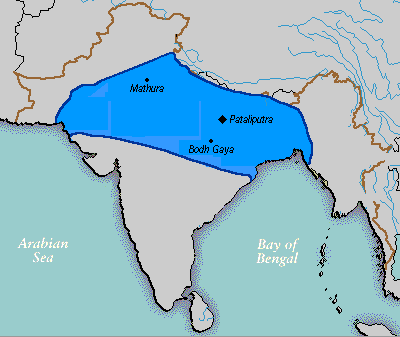
Імперія Нанда під час свого найбільшого розширення за часів Дхана Нанда, приблизно 323 р. до н. е.

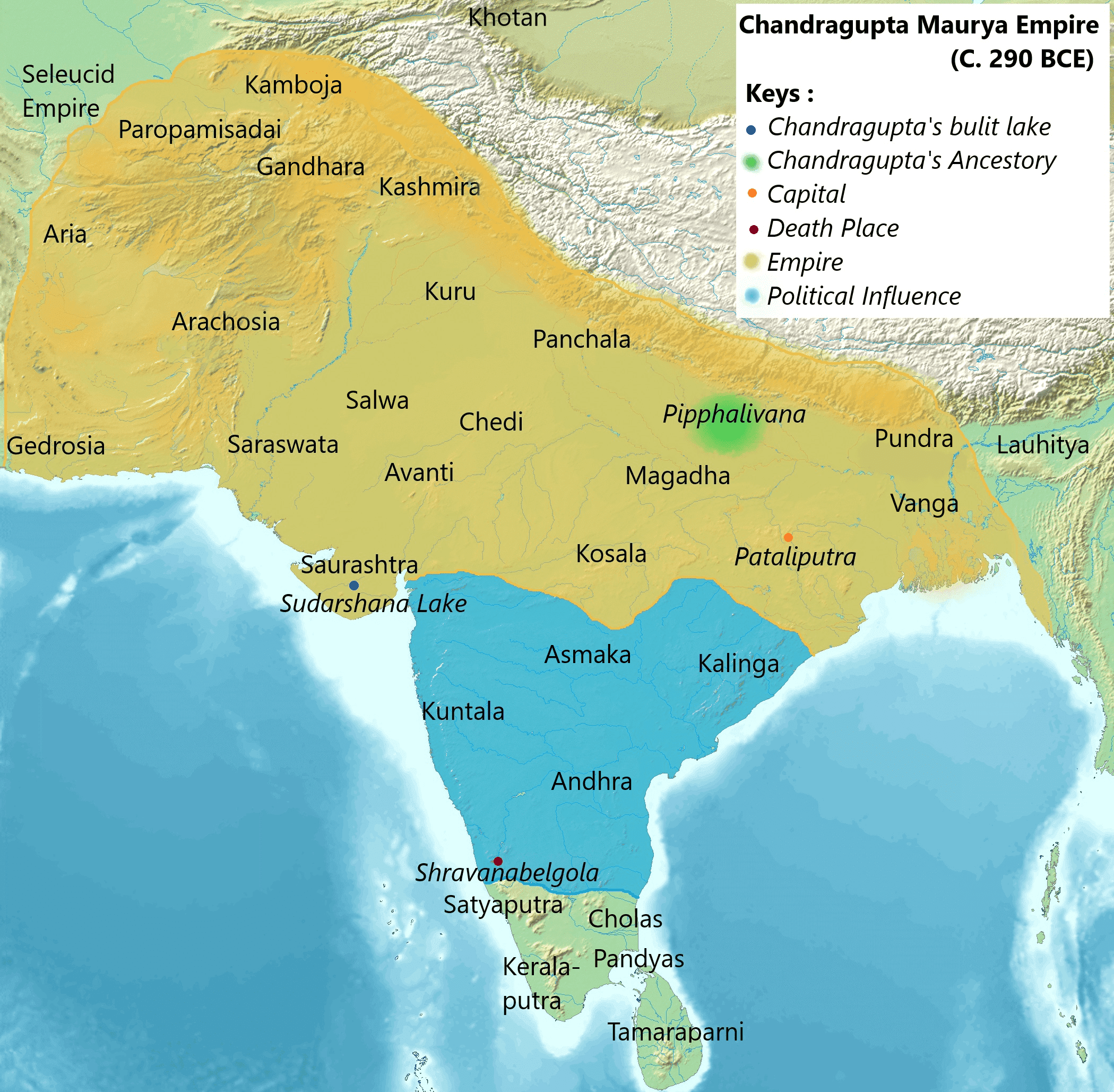
Імперія Чандрагупти у ранні роки

Паліпутра на той час була і дуже важливим політичним і стратегічним містом. Відомий китайський мандрівник Фа Сянь, який відвідав місто в 399 р. до н. е. описав його як процвітаючу столицю, яка володіє багатими природними ресурсами. Коли Чанак'я з'явився в місті, де був знаний і шанований, до нього на раду були запрошені вченні з усієї країни для того, щоб висунути нові ідеї розвитку держави. Країна потребувала змін, тому що Нанда, правитель Паліпутри був жорстоким і ненаситним. Він завжди був зайнятий збором грошей, яких йому було мало і не думав про наслідки, встановивши податки на шкури, податок на деревину та навіть на камінь. Кошти, які йшли до царської казни були великими і використовувались для вдоволення особистих потреб царя, і це викликало невдоволення населення. Чанак'я в цих умовах формує благодійні організації для потреб бідних людей, пізніше очолює їх. Однією з функцій організації був розподіл коштів, які виділяла казна для благодійності, тому Чанак'ї доводилось часто зустрічатись із царем.
|  | «Щастя простих людей це щастя царя. Цар ніколи не повинен думати про свої особисті інтереси або благополуччя, але повинен спробувати знайти свою радість в радості своїх підданих». |

Під час зустрічей Чанак'я був спокійний, говорив лаконічно і це викликало презирство імператор, він усунув брахмана від обов'язків голови благодійних організацій.
Переказ свідчить, що коли цар Нанда завдав Чанак'ї особистої образи, то останній поклявся, що його довга шікха буде розв'язана до тих пір, поки цей безчинний цар і його сини — п'яниці не заберуться геть. Повертаючись із образою з палацу, Чанак'я зустрів молодого принца Чандрагупту.
В його особі він зайшов справжнього вождя. Незважаючи на те, що Чандрагупта був сином служниці царя Магадхи Нанди, він був високоосвічений, хоробрий та фізично сильний. Чанак'я вважав, що низьке походження Чандрагупти не стане причиною відсутності прав на трон. Він бачив перед собою здібного правителя, який зійде на трон Магадхи і прожене чужоземних завойовників.
Незабаром сталося так, що царя Нанду і його династію спіткала швидка смерть, і тільки після цього Чанак'я зміг знову зав'язати волосся.
Після повалення Нанди люди відчули прихильність до нового царя, красивого юного героя Чандрагупти, і він швидко здобув популярність серед народу. Сусідні царі теж визнали його і зі свіжими силами їм вдалося впоратися з залишками македонців, яких очолював генерал Селесіус. Фактично, успіх був заслугою Чанак'ї, під керівництвом якого цар Чандрагупта правив 24 роки. Після зникнення з політичної арени Нанди та вигнання Александра Македонського, Чанак'я використовував усі свої здібності в політиці і дипломатії для того, щоб возз'єднати індійські землі. Умілі настанови прем'єр-міністра Чанак'ї дали можливість царю Чандрагупті Маур'ї завоювати землі від Ірану у північно-західній частині Індії до кордону штату Мусорі на півдні. Завдяки цьому худому і хворобливому брахману велика імперія Індії знову здобула незалежність, ставши ще могутнішою. Таким чином, було захищено ведичну священну культуру, яка продовжувала існувати ще 120 років під управлінням Біндусари, сина Чандрагупти. За імператора Ашоки, онука Чандрагупти, в країні поширюється буддизм.

## Трактати Чанак'ї
Авторство трактату «Артхашастра» достеменно не відоме, оскільки в самому трактаті автор називається Каутільєю або Вішнугуптою. Але більшість дослідників вважає, що «Артхашастра» була написана саме Чанак'єю (Каутільєю) у IV ст.. до н. е., деякі створення цього трактату відносять до більш пізнього часу.
Про те, що брахман Каутілья скинув панування Нанди і звів Чандрагупту на трон, а також про те, що Вішнугуптою (він же Чанак'я, або Каутілья) складено керівництво з політики для Царя Маур'ї згадується у різних літературних пам'ятках: в Вішнупурані, в «Нітісарі» («Компендіум політики») Камандакі, який вважав себе учнем Каутільії, (XV ст.), в «Нітівакьямріті» («Нектар з висловів з політики»), що належить перу джайнського автора Самадевасурі, сучасника царя Яшодхарі, в романі Дандіна (XVI ст.) «Даша кумарачаріта» («Пригоди десяти принців»), в «Катхасаріт Сагарі» («Океан з річок оповідань»), в «Мудраракшасі» («Печатка міністра Ракшаса»), драмі Вішакхадатті, в «Чанак'якатсі» («Розповіді про Чанак'ю»), написаному Равінартакою, і в інших. З цього вченні роблять висновок, що Каутілья був першим міністром Чандрагупти і написав для нього керівництво з політики в період між 321 і 298 рр. до н. е.. Відносно самого Чандрагупти Маур'ї, який правив царством в ці роки, то це підтверджується і індійськими епіграфічних даними.
«Артхашастра» являє собою нормативний трактат про правила та принципи управління державою. Характер опису в «Артхашастрі» дає підставу вважати, що пам'ятник стосується ранньофеодального суспільства, яке ще зберегло залишки рабовласництва. «Артхашастра» містить цінний матеріал для характеристики ідеології і філософської думки того часу та вирізняється раціоналізмом. Релігії в трактаті відводиться підпорядковане місце порівняно з економікою і політикою та доводиться, що тільки матеріальні блага, цінності (артха) забезпечують людське існування.
Авторству Чанак'ї належить Ніітішхастра, яка також відома як Чанак'я Нііті. Ніітішхастра є трактатом про ідеальний спосіб життя та поглибленим дослідженням індійського способу життя. Чанак'я також розробив Нііті-Сутри (афоризми — змістовні пропозиції), складені у вигляді афоризмів, де він описує науку про політику і моральності, навчає людей правильно поводитись. З них добре відомі 455 сутр, 216 з яких розповідають, як не потрібно поводитись. Напевно ці сутри були складені з метою навчити царів правити народом, в тому числі і Чандрагупту: